# Киселёв, Владимир Владимирович (военный)
Влади́мир Влади́мирович Киселёв (укр. Володимир Володимирович Кісельов; 7 июля 1989, Полтава — 7 мая 2022, Змеиный) — украинский военнослужащий, капитан, участник российско-украинской войны. Герой Украины (14 октября 2022, посмертно).

## Биография
Родился 7 июля 1989 в Полтаве.
В 2008 году окончил Полтавский строительный техникум транспортного строительства.
В 2008—2011 годах проходил военную службу по контракту в Вооружённых силах Украины, а в 2012—2015 годах — военная служба по контракту в рядах Службы безопасности Украины (сержантский и старшинский состав).
В 2014 году окончил Харьковский национальный автомобильно-дорожный университет.
С 24 декабря 2012 года проходил военную службу по контракту лиц офицерского состава в Центре специальных операций «Альфа» Службы безопасности Украины.
С 2014 года постоянно привлекался к оперативно-боевым операциям в районе проведения атитерористической операции на востоке Украины и Операции объединённых сил.
Во время российского вторжения в Украину в 2022 году являлся руководителем группы Центра специальных операций Службы безопасности Украины.
Погиб 7 мая 2022 года во время боёв за остров Змеиный.
Похоронен в Полтаве, прощание состоялось 10 мая 2022 года.
Остались мать, жена и дочь.

## Награды
- Звание «Герой Украины» с удостоением ордена «Золотая Звезда» (14 октября 2022, посмертно) — за личное мужество и героизм, проявленные в защите государственного суверенитета и территориальной целостности Украины, верность военной присяге.
- Орден «За мужество» II степени (17 июня 2016) — за личное мужество и самоотверженные действия, проявленные в защите государственного суверенитета и территориальной целостности Украины.
- Орден «За мужество» III степени (25 мая 2022, посмертно) — за личное мужество и самоотверженные действия, проявленные в защите государственного суверенитета и территориальной целостности Украины, верность военной присяге.